# Kalthöfische Kirche
Die Kalthöfische Kirche (Kaiser-Friedrich-Gedächtniskirche) war eine evangelisch-unierte Kirche im Königsberger Stadtteil Kalthof.
Nach den Plänen des Architekten Karl Siebold gebaut, wurde die Kirche 1907 eingeweiht. Der Stifter war Berthold Kleist, der letzte Besitzer des Guts Kalthof. Er stellte das Grundstück zur Verfügung und stiftete 70.000 Mark. Auf seinen Wunsch wurde die neugotische Kirche nach Friedrich III. benannt. 1924 löste sich die Kirchengemeinde von der Altroßgärter Kirche. In der Schlacht um Königsberg beschädigt, wurde die Kaiser-Friedrich-Gedächtniskirche in den 1980er-Jahren von der Stadtverwaltung Kaliningrads abgetragen. An der Stelle wurde ein Wohnblock errichtet (Krasnodonskaja uliza 3–5).
Pfarrer waren Max Brunau und Walter Vontheim.